# Exército Republicano Irlandês da Continuidade
O Exército Republicano Irlandês da Continuidade (IRA da Continuidade ou CIRA), autodenominado Exército Republicano Irlandês (em irlandês:  Óglaigh na hÉireann), é um grupo paramilitar republicano irlandês que visa trazer uma Irlanda unida. Afirma ser uma continuação direta do Exército Republicano Irlandês original e do exército nacional da República da Irlanda que foi proclamado em 1916. Surgiu de uma divisão no IRA Provisório em 1986, mas não se tornou ativo até o cessar-fogo do IRA Provisório de 1994. É uma organização ilegal na República da Irlanda e é designada como organização terrorista no Reino Unido, na Nova Zelândia e nos Estados Unidos. Tem ligações com o Partido Republicano Sinn Féin (RSF).
Desde 1994, o CIRA empreendeu uma campanha na Irlanda do Norte contra o Exército Britânico e o Serviço Policial da Irlanda do Norte (PSNI), anteriormente conhecido como Polícia Real do Ulster. Isto faz parte de uma campanha mais ampla contra as forças de segurança britânicas levada a cabo por paramilitares republicanos dissidentes. Tem como alvo as forças de segurança em ataques com armas de fogo e bombardeamentos, bem como com granadas, morteiros e foguetes antitanque. O CIRA também realizou bombardeamentos com o objetivo de causar danos e/ou perturbações econômicas, bem como muitos ataques punitivos a alegados criminosos.
Até à data, foi responsável pela morte de um oficial da PSNI. O CIRA era menor e menos ativo do que o extinto IRA Real, e houve uma série de divisões dentro da organização desde meados dos anos 2000.

## Na cultura popular
O CIRA é retratado na série de drama policial da RTÉ, Love/Hate.